# Indiana County
Das Indiana County ist ein County im US-amerikanischen Bundesstaat Pennsylvania. Bei der Volkszählung im Jahr 2020 hatte das County 83.246 Einwohner und eine Bevölkerungsdichte von 38,8 Einwohnern pro Quadratkilometer. Der Verwaltungssitz (County Seat) ist Indiana.

## Geografie
Das County liegt im mittleren Westen von Pennsylvania und hat eine Fläche von 2161 Quadratkilometern, wovon 13 Quadratkilometer Wasserfläche sind. Die Südgrenze wird vom Conemaugh River gebildet. An das Indiana County grenzen folgende Nachbarcountys:
|                  | Jefferson County    | Clearfield County |
| Armstrong County |                     |                   |
|                  | Westmoreland County | Cambria County    |

## Geschichte
Das County wurde am 30. März 1803 aus Teilen von Clearfield und Westmoreland County gebildet. Die Herkunft der Benennung ist nicht vollständig geklärt: Indiana könnte die latinisierte Bezeichnung für „Land der Indianer“ sein oder aber für das Indiana-Territorium stehen.
Aus Indiana, Pennsylvania, stammt die Opern- und Liedsängerin Renée Fleming (* 1959).

### Historische Objekte
Neben einer Reihe weiterer Gebäudes sind das frühere Indiana County Courthouse in Indiana und die westlich von Willet gelegene Trusal Covered Bridge (auch bekannt als Trusal-Dice Covered Bridge) in das National Register of Historic Places (NRHP) eingetragen. Insgesamt sind 23 Bauwerke und Stätten des Countys im NRHP verzeichnet (Stand 23. Juli 2018).

## Bevölkerung
Nach der Volkszählung im Jahr 2010 lebten im Indiana County 88.880 Menschen in 34.375 Haushalten. Die Bevölkerungsdichte betrug 41,4 Einwohner pro Quadratkilometer. In den 34.375 Haushalten lebten statistisch je 2,44 Personen.
Ethnisch betrachtet setzte sich die Bevölkerung zusammen aus 94,9 Prozent Weißen, 2,7 Prozent Afroamerikanern, 0,1 Prozent amerikanischen Ureinwohnern, 0,9 Prozent Asiaten sowie aus anderen ethnischen Gruppen; 0,9 Prozent stammten von zwei oder mehr Ethnien ab. Unabhängig von der ethnischen Zugehörigkeit waren 1,1 Prozent der Bevölkerung spanischer oder lateinamerikanischer Abstammung.
19,0 Prozent der Bevölkerung waren unter 18 Jahre alt, 65,3 Prozent waren zwischen 18 und 64 und 15,7 Prozent waren 65 Jahre oder älter. 50,3 Prozent der Bevölkerung war weiblich.

Das jährliche Durchschnittseinkommen eines Haushalts lag bei 40.225 USD. Das Prokopfeinkommen betrug 20.587 USD. 18,6 Prozent der Einwohner lebten unterhalb der Armutsgrenze.

## Ortschaften im Indiana County
Boroughs
| - Armagh - Blairsville - Cherry Tree - Clymer - Creekside | - Ernest - Glen Campbell - Homer City - Indiana - Marion Center | - Plumville - Saltsburg - Shelocta - Smicksburg |

| - Black Lick - Chevy Chase Heights - Commodore - Dicksonville | - Heilwood - Jacksonville - Lucerne Mines - Rossiter |

| - Clarksburg - Home - Loop | - Wehrum - West Lebanon - Willet |

## Gliederung

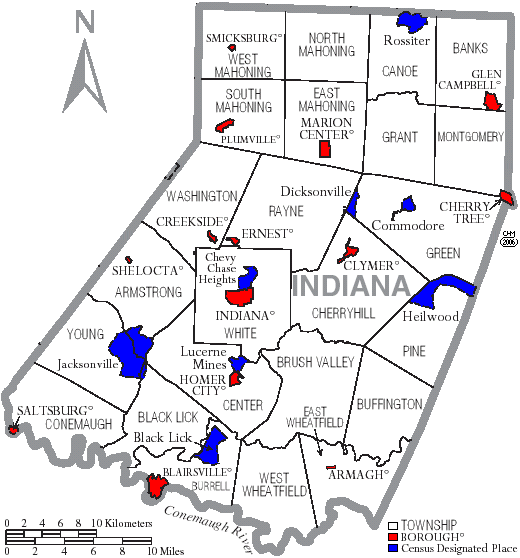
Gliederung des Indiana County

Das Indiana County ist neben den 14 unabhängigen Boroughs in 24 Townships eingeteilt:
| - Armstrong Township - Banks Township - Black Lick Township - Brush Valley Township - Buffington Township - Burrell Township | - Canoe Township - Center Township - Cherryhill Township - Conemaugh Township - East Mahoning Township - East Wheatfield Township | - Grant Township - Green Township - Montgomery Township - North Mahoning Township - Pine Township - Rayne Township | - South Mahoning Township - Washington Township - West Mahoning Township - West Wheatfield Township - White Township - Young Township |